# Avril 1892

## Événements
- France : répression contre les anarchistes.

- 5 avril : érection du Diocèse de Valleyfield au Québec. Joseph-Médard Emard en est son premier évêque.

## Naissances
- 4 avril : Ernesto Pastor, matador portoricain († 12 juin 1921).
- 8 avril : Mary Pickford, actrice au cinéma.
- 14 avril :
  - Bhimrao Ramji Ambedkar, juriste et personnalité politique indien († 6 décembre 1956).
  - Juan Belmonte, matador espagnol († 8 avril 1962).
- 15 avril : Joseph-Charles Lefèbvre, cardinal français, archevêque de Bourges († 6 mai 1947).
- 17 avril : Julius Endlweber, peintre autrichien paysagiste († 2 avril 1973).
- 19 avril : Germaine Tailleferre, compositeur, membre des Six († 7 novembre 1983).

## Décès
- 6 avril : John Ostell, architecte et homme d'affaires.
- 17 avril : Alexander Mackenzie, premier ministre du Canada.
- 22 avril : Édouard Lalo, compositeur français.